# Leandro Machado (trener)
Leandro Machado (ur. 15 lipca 1963) – brazylijski trener piłkarski

## Kariera trenerska
Pracował jako trener w Tokyo Verdy, Ulbra, 15 de Novembro, América, Caxias, Criciúma, Náutico, Chapecoense, Criciúma, Esportivo, Joinville, Veranópolis, Santo Ângelo, Brasil de Farroupilha, São Luiz, Campinense i Aimoré.